# ジョン・ギボン (将軍)
ジョン・ギボン（英:John Gibbon、1827年4月20日 - 1896年2月6日）は、アメリカ陸軍の職業軍人であり、南北戦争では北軍の将軍となり、その後はインディアン戦争を戦った。

## 初期の経歴
ギボンはペンシルベニア州フィラデルフィア市ホームズバーグ地区で、ジョン・ヒーシャム・ギボンズ博士とキャサリン・ラードナー・ギボンズ夫妻の10人の子供のうち4番目として生まれた。ギボンが11歳になる頃、父がアメリカ合衆国造幣局の試金主任者の地位を得た後で、ノースカロライナ州シャーロット近くに転居した。ギボンは1847年に陸軍士官学校を卒業し、第3アメリカ砲兵隊の名誉少尉に任官された。米墨戦争に参加したが戦闘に遭うことはなく、フロリダ州南部ではセミノール族インディアンと開拓者の間の平和維持に努め、ウェストポイント（陸軍士官学校）で砲兵戦術を教えて、このとき1859年に『砲兵のマニュアル』を著した。このマニュアルは砲術に関する高度に科学的な論文であり、南北戦争では両軍から用いられた。1855年、ギボンはフランシス・"ファニー"・ノース・モールと結婚した。夫妻には4人の子供、フランシス・モール・ギボン、キャサリン・"ケティ"・ラードナー・ギボン、ジョン・ギボン・ジュニア（幼時に死亡）、およびジョン・S・ギボンが生まれた。

## 南北戦争
州間の戦争が勃発したとき、ギボンはユタ準州のキャンプ・フロイドで第4アメリカ砲兵連隊B大隊の大尉として勤務していた。ギボンの父は奴隷所有者であり、3人の兄弟、2人の義兄弟および双従兄弟のジョンストン・ペティグルーが南軍で務めたという事実にも拘らず、ギボンは合衆国に対する忠誠を守ることに決めた。ギボンはワシントンD.C.に戻った時にまだ第4アメリカ砲兵隊の指揮を執ったままで、アービン・マクドウェル少将の砲兵長になった。1862年に志願兵の准将に指名され、国王のウィスコンシン旅団と呼ばれる西部人の旅団指揮を執った。ギボンは直ぐにその部隊の訓練に取り掛かり、外観を正し、白の脚半と独特の黒の1858年正規軍ハーディハットを着けさせた。この帽子のせいでその部隊はブラックハット旅団という渾名を貰った。第二次ブルランの戦いの前哨戦となるゲインズビル（ブローナー農園）の戦闘では、この旅団を率いて有名な南軍ストーンウォール・ジャクソンのストーンウォール旅団と戦った。9月14日のサウス山の戦いではやはりこの旅団を率いて強力な丘昇りの突撃を掛け、この時ジョセフ・フッカー少将は兵士達が「鉄のように戦った」と叫んだ。この時からその旅団は「鉄の旅団」と呼ばれた。ギボンがその旅団を率いたのはアンティータムの戦いが最後となった。このときはトウモロコシ畑での血塗られた戦闘で自ら砲兵を指揮するために旅団を離れる時間を取らざるを得なかった。
ギボンはフレデリックスバーグの戦いで第1軍団の第2師団長に昇格したが、この戦いで負傷した。この傷は浅かったが、感染症が続いたので数ヶ月間戦場を離れた。任務に戻った直ぐ後で、息子のジョン・ギボン・ジュニアの突然の死を知らされた。ギボンはチャンセラーズヴィルの戦いには戻っていたが、その師団は予備隊となったのでほとんど戦闘には参加しなかった。ゲティスバーグの戦いでは、第2軍団第2師団の指揮を執り、1863年7月1日と2日に、軍団長ウィンフィールド・スコット・ハンコック少将がより大きな軍隊の指揮官となった間に、その軍団の指揮を執った。7月2日夜の作戦会議の終わりに、ポトマック軍指揮官となったジョージ・ミード少将がギボンを脇に連れて行き、「もしロバート・E・リー将軍が明日攻撃するならば、貴方の前に来るだろう」と予告した。7月3日のピケットの突撃に対する防御のとき、ギボンの師団がまさに攻撃の矛先を耐え、このときギボンは再度負傷した。この傷から快復する間に、オハイオ州クリーブランドの徴兵所の指揮を執り、ゲティスバーグの戦没者国立墓地の除幕式に出席し、親友で副官のフランク・A・ハスケルと共にエイブラハム・リンカーン大統領のゲティスバーグ演説を聞いた。
ギボンは第2師団指揮官に復帰し、荒野の戦い、スポットシルバニア・コートハウスの戦いおよび、コールドハーバーの戦いに参戦した。ピーターズバーグ包囲戦の間に、自部隊が第二次リーム駅の戦いでの戦闘を拒否したことで失望した。ギボンは病気休暇を取る前に短期間第18軍団を指揮したが、その貢献は大変貴重なものであり、ジェームズ軍に新しく作られた第24軍団として戻った。その軍団は第三次ピーターズバーグの戦いで決定的な突破を成し遂げることに貢献し、南軍の防御線の一部であるグレッグ砦を奪取した。アポマトックス方面作戦の間その軍団を率い、アポマトックス・コートハウスの戦いでは南軍の退路を塞いだ。南軍降伏の時には3人の交渉代理人の1人となった。

## インディアン戦争
ギボンは戦後も軍隊に留まった。正規軍の階級で大佐に戻され1876年のスー族インディアンに対する作戦（ブラックヒルズ戦争）では、モンタナ準州のエリス砦で歩兵隊の指揮を執った。ギボン、ジョージ・クルックおよびアルフレッド・テリー各将軍がスー族とシャイアン族に対する協働作戦を行ったが、クルックはローズバッドの戦いで退却させられ、ギボンは、ジョージ・アームストロング・カスター中佐がリトルビッグホーン川の堤で大変大きな村落を攻撃した時には近くにいなかった。リトルビッグホーンの戦いはカスターと261名の兵士の死に繋がった。6月26日にギボン隊が接近したことでおそらくまだ包囲されていたマーカス・リノ少佐の指揮する数百名の部隊を救った。ギボンは翌日到着し、死者を埋葬し負傷者を救助することを助けた。
翌年オリバー・O・ハワード将軍から、モンタナの西部、ビッグホール川沿いで宿営していたネズ・パース族を遮断するという電報を傍受したときはまだモンタナで指揮を執っていた。ビッグホールの戦いでギボン隊はインディアンに大きな損失を負わせたが、インディアンの狙撃に遭って動けなくなった。ハワード将軍の部隊が戦い2日目の遅くに到着するまでインディアンの攻撃に耐え抜き、その後撃退に成功した。

## その後の経歴と退役
ギボンは1884年に一時的にプラット方面軍の指揮官を務めた。1885年に正規軍の准将に昇進し、太平洋岸北西部軍の指揮を執った。1886年の反中国人暴動のときの戒厳令下ではワシントン州シアトルを抑えた。1891年に年齢制限のため退役を求められた。
ギボンは鉄の旅団協会の会長となり、1895年10月から翌年のその死まではアメリカ合衆国ロイヤル・リージョン軍人会の総司令官となった。また1886年にウェストポイントで卒業記念講演を行った。

## 死と遺産
ジョン・ギボンはメリーランド州ボルティモア市で死に、アーリントン国立墓地に埋葬されている。1859年に著した有名で影響力があった『砲兵のマニュアル』に加え、『南北戦争の個人的な思い出』（1928年の死後出版）や『西部辺境での冒険』（1994年の死後出版）の著者でもあり、他にも雑誌や機関紙に多くの記事を寄せており、多くは西部での当時の話や先住民族に対する政府の政策への意見である。
1988年7月3日、ゲティスバーグの戦いから125年目の記念日に、ゲティスバーグ国立軍事公園のピケットの突撃でギボンが負傷した場所近くに、ジョン・ギボンの銅像が除幕された。

## 大衆文化の中で
ギボンは映画『ゲティスバーグ』の中ではエミール・O・シュミットが演じている。

### その他の文献
- Felton, Silas. "The Iron Brigade Battery: An Irregular Regular Battery," in Giants in their Tall Black Hats: Essays on the Iron Brigade. Alan T. Nolan and Sharon Eggleston Vipond, eds. Bloomington, IN: Indiana University Press, 1998, ISBN 0-2533-3457-8.
- Gaff, Alan D. and Maureen Gaff. "'The Dread Reality of War': Gibbon's Brigade, August 28-September 17, 1862," in Giants in their Tall Black Hats: Essays on the Iron Brigade. Alan T. Nolan and Sharon Eggleston Vipond, eds. Bloomington, IN: Indiana University Press, 1998, ISBN 0-2533-3457-8.
- Gibbon, John. Gibbon on the Sioux Campaign of 1876. The Old Army Press, 1970.
- Gibbon, John. Personal Recollections of the Civil War. New York : G.P. Putnam's Sons, 1928.
- Gramm, Kent. "'They Must be Made of Iron': The Ascent of South Mountain," in Giants in their Tall Black Hats: Essays on the Iron Brigade. Alan T. Nolan and Sharon Eggleston Vipond, eds. Bloomington, IN: Indiana University Press, 1998, ISBN 0-2533-3457-8.
- Hartwig, D. Scott. "'I Dread the Thought of the Place': The Iron Brigade at Antietam," in Giants in their Tall Black Hats: Essays on the Iron Brigade. Alan T. Nolan and Sharon Eggleston Vipond, eds. Bloomington, IN: Indiana University Press, 1998, ISBN 0-2533-3457-8.
- Nolan, Alan T. "John Brawner's Damage Claim," in Giants in their Tall Black Hats: Essays on the Iron Brigade. Alan T. Nolan and Sharon Eggleston Vipond, eds. Bloomington, IN: Indiana University Press, 1998, ISBN 0-2533-3457-8.
- Wright, Steven J. "John Gibbon and the Black Hat Brigade," in Giants in their Tall Black Hats: Essays on the Iron Brigade. Alan T. Nolan and Sharon Eggleston Vipond, eds. Bloomington, IN: Indiana University Press, 1998, ISBN 0-2533-3457-8.